# Stylidium cordifolium
Stylidium cordifolium är en tvåhjärtbladig växtart som beskrevs av Fitzg.; Schwarz. Stylidium cordifolium ingår i släktet Stylidium och familjen Stylidiaceae. Inga underarter finns listade i Catalogue of Life.